# Guerech de Bretanya
Guerech de Bretanya fou comte de Nantes i duc de Bretanya de 981 a 988.

## Biografia
Era fill segon il·legítim d'Alan II de Bretanya i de la noble Judit (concubina d'Alan II). Es va criar a l'abadia de Saint-Benoît-sur-Loire prop d'Orleans. El 981 a la mort del seu germanastre Gualter I, bisbe de Nantes, el seu germà Hoel I de Bretanya i comte de Nantes el va fer elegir al seu lloc però mentre anava a Tours per a ser consagrat, Hoel I fou assassinat; Guerech va retornar i es va fer proclamar comte de Nantes. Sembla que mai fou consagrat però va romandre bisbe i comte tot i que mai va exercir el sacerdoci.
Va continuar la lluita iniciada pel seu germanastre contra el comte de Rennes Conan I de Bretanya. Guerech va signar un tractat amb el comte Guillem IV de Poitiers que li va confirmar les possessions que tenia al sud de Loira — els pagi d'Herbauges, de Tiffauges i de Mauges — obtinguts pel seu pare Alan II de Bretanya eñ 942. Guerech va anar llavors (983) a la cort del rei de Frància Occidental Lotari i li va fer homenatge; a la tornada es va aturar a la cort del comte Jofré I d'Anjou.
Conan I era acusat segons la Crònica de Nantes de l'assassinat d'Hoel I, i temia una aliança entre el comte de Nantes i el comte d'Anjou en contra seva. Per això va convèncer el metge de Guerech, Heroic de Redon, que era abat de l'abadia de Saint-Sauveur de Redon, d'enverinar al duc. Guerech va morir doncs prematurament com el seu germà, l'any 988 i fou inhumat a l'abadia de Saint-Sauveur de Redon. La seva esposa Aremburga, dame d'Ancenis, li va donar un únic fill conegut com a Alan de Bretanya, qui només li va sobreviure dos anys.